# Eugene Jarecki
Eugene Jarecki est un réalisateur de documentaires et un essayiste américain.

## Biographie
Dans son film Promised Land (2017), Eugene Jarecki établit un parallèle entre la vie d'Elvis Presley et l'histoire des États-Unis : les deux voient l'évanouissement des rêves de grandeur par l'obésité et l'autodestruction.
Il est le fils d'Henry Jarecki.

## Filmographie
- 2000 : The Opponent
- 2000 : Quest of the Carib Canoe (téléfilm)
- 2002 : Le Procès de Henry Kissinger (The Trials of Henry Kissinger)
- 2006 : Why we fight
- 2007 : Addiction (téléfilm)
- 2007 : The Addiction Project, épisode The Science of Relapse
- 2010 : Move Your Money (court métrage)
- 2010 : Freakonomics, le film (Freakonomics)
- 2011 : Ronald Reagan (en) (Reagan)
- 2012 : Les Etats-Unis et la drogue - Une guerre sans fin (The House I Live In)[2]
- 2016 : The Cyclist (court métrage)
- 2017 : The King
- 2025 : The Six Billion Dollar Man